# Gmina Bielawy
Die Gmina Bielawy ist eine Landgemeinde im Powiat Łowicki der Woiwodschaft Łódź in Polen. Sie hat etwa 5250 Einwohner und ihr Sitz ist das Dorf Bielawy mit 550 Einwohnern.

## Geographie

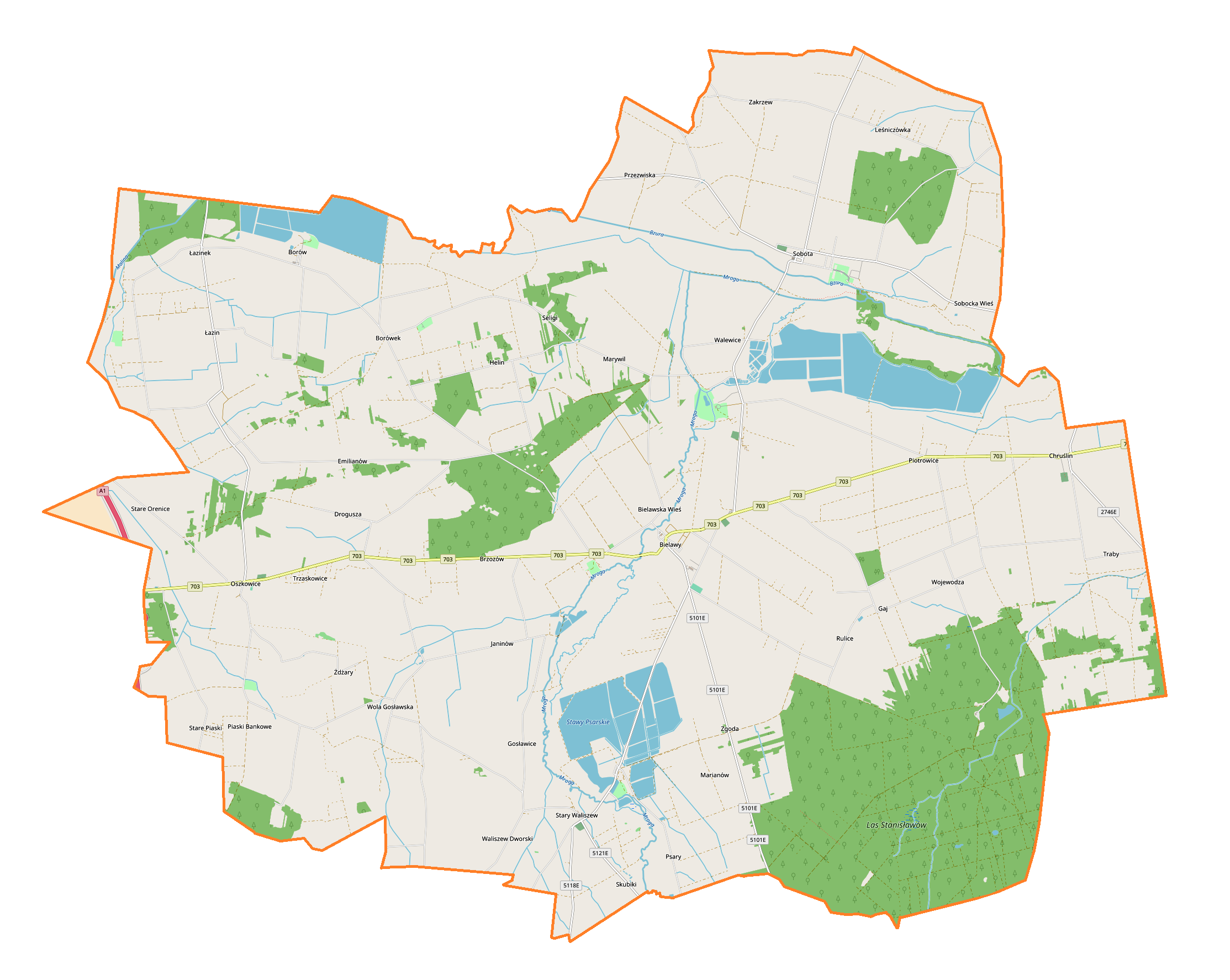
Karte der Gemeinde

Die Gemeinde liegt im Norden der Woiwodschaft. Die Kreisstadt Łowicz (deutsch Lowitsch) liegt zehn Kilometer östlich, Łódź (Lodz) etwa 45 Kilometer südwestlich und Warschau 80 Kilometer östlich. Nachbargemeinden sind im Powiat Kutnowski Bedlno im Norden, im Powiat Łowicki Zduny im Nordosten, Łowicz im Osten, Domaniewice im Südosten, im Powiat Zgierski Głowno im Süden, sowie im Powiat Łęczycki Piątek im Westen. Die Gemeinde hat eine Fläche von 163,9 km², von der 75 Prozent land- und 15 Prozent forstwirtschaftlich genutzt werden. Ihr Gebiet ist mit 32 Einwohnern/km² sehr dünn besiedelt. Die Landschaft gehört zur großpolnischen Tiefebene. Zu den Gewässern gehören Bzura, Mroga und Malina. Auf dem Gemeindegebiet gibt es zahlreiche Teiche.

## Geschichte
Während der deutschen Besetzung Polens im Zweiten Weltkrieg kam das Gemeindegebiet zur Kreishauptmannschaft Lowitsch im Generalgouvernement.
Die Landgemeinde Bielawy wurde 1954 in Gromadas zerschlagen und zum 1. Januar 1973 im Powiat Łowicki alten Zuschnitts in der ehemaligen Woiwodschaft Łódź. Von 1975 bis 1998 gehörte die Gemeinde zur Woiwodschaft Skierniewice. Der Powiat war in dieser Zeit aufgelöst. Die Landgemeinde kam 1999 an den Powiat Łowicki der Woiwodschaft Łódź im gegenwärtigen Gebietszuschnitt. Wójt ist den Kommunalwahlen im April 2024 Wojciech Paweł Miedzianowski (PiS). Er erhielt im ersten Wahlgang 27,31 und im zweiten Wahlgang 51,21 Prozent der Stimmen.

## Gliederung
Zur Landgemeinde (gmina wiejska) Bielawy gehören die 39 folgenden Dörfer mit Schulzenamt (sołectwo), denen weitere Orte ohne Schulzenamt zugeordnet sind:
Bielawska Wieś
Bielawy
Bogumin
Borów
Borówek
Brzozów
Chruślin
Drogusza
Emilianów
Gaj
Gosławice
Helin
Janinów
Łazin
Leśniczówka
Marianów
Marywil
Oszkowice
Piaski Bankowe
Piotrowice
Przezwiska
Psary
Rulice
Seligi
Skubiki
Sobocka Wieś
Sobota
Stare Orenice
Stare Piaski
Stary Waliszew
Traby
Trzaskowice
Walewice
Waliszew Dworski
Wojewodza
Wola Gosławska
Zakrzew
Zgoda
Żdżary
Kleinere Orte der Gemeinde sind den Schulzenämtern zugeordnet, dazu gehören die Weiler und Wohnplätze mit amtlicher Ortskennung SIMC: Borów, Mroga, Psary, Sobota, das Jagdhaus Stanisławów, das Forsthaus Stanisławów und Walewice.

## Verkehr
Die Autobahn A1 berührt den Westen des Gemeindegebiets. Die Woiwodschaftsstraße DW703 führt von Łowicz über Bielawy nach Piątek an der A1 und weiter in die Städte Łęczyca (Lenczyca)  und Poddębice (Poddembice).
Der nächste Fernbahnhof ist Łowicz an der Strecke Posen–Warschau, mit Abzweig nach Skierniewice.
Der nächste internationale Flughafen ist Łódź.